# Eduardo Bhatia
Eduardo Bhatia Gautier (San Salvador, 16 de mayo de 1964) es un abogado y político puertorriqueño. Bhatia ha servido como el decimoquinto Presidente del Senado de Puerto Rico entre 2013 y 2017 y como Director Ejecutivo de la Administración de Asuntos Federales de Puerto Rico.

## Primeros años y educación
Eduardo Bhatia nació en San Salvador, El Salvador el 16 de mayo de 1964. El padre de Bhatia, el economista y profesor jubilado Mohinder Bhatia, llegó a Puerto Rico en 1957 como asistente de un profesor de la Universidad de Syracuse que había estado en la India durante un año sabático. Permaneció en Puerto Rico y se casó con Carmen Gautier Mayoral en 1961, profesora de ciencias políticas en la Universidad de Puerto Rico y sobrina política de Felisa Rincón de Gautier. Bhatia es uno de tres hermanos. Su hermano, Andrés Bhatia, es oncólogo en ejercicio en Gainesville, Florida, y su hermana, Lisa Bhatia, es fiscal federal adjunta en la oficina del fiscal federal del distrito de San Juan.
Cursó la escuela elemental en la Escuela Josefita Monserrate de Sellés en Hato Rey y la superior en el Colegio San José en Río Piedras. Bhatia se graduó con un bachillerato de la Escuela de Asuntos Públicos e Internacionales de la Universidad de Princeton en 1986 después de completar una tesis de 132 páginas titulada "Nuevos caminos para viejos objetivos: el pacto de libre asociación con las Islas de Micronesia y su aplicabilidad al futuro de la Relación Puerto Rico - Estados Unidos".
Durante los años universitarios de Bhatia, fue miembro de la Asociación de Estudiantes Democráticos de Princeton y del Consejo Estudiantil, participando activamente en el movimiento estudiantil contra el apartheid en Sudáfrica. En mayo de 1986, Bhatia recibió una beca Fulbright para estudiar derecho, economía y política en Santiago de Chile durante un año.
Bhatia se graduó de la Facultad de Derecho de la Universidad de Stanford en junio de 1990, donde fundó y editó el Stanford Journal of Law and Policy, una publicación académica con énfasis en el desarrollo de nuevas leyes y políticas públicas. Como parte de su trabajo comunitario como estudiante de derecho en Stanford, Bhatia también dirigió una campaña para evitar la aprobación de un aumento de alquiler en la comunidad de bajos ingresos de East Palo Alto. Está admitido para ejercer la abogacía en Florida, Washington D. C. y Puerto Rico.

## Carrera profesional
Después de graduarse, Bhatia trabajó durante un año como funcionaria judicial para el juez Levin H. Campbell, en la Corte de Apelaciones del Primer Circuito de los Estados Unidos en Boston, Massachusetts. De 1991 a 1992 fue Jefe de Gabinete del Comisionado Residente de Puerto Rico Jaime Fuster en Washington, D.C. De 1993 a 1995, Bhatia trabajó como abogado en el bufete de abogados McConnell Valdés, con sede en San Juan.

## Carrera política

### Primer mandato como senador: 1997-2001
En 1996, a la edad de 32 años, Bhatia fue elegido Senador por el Partido Popular Democrático, convirtiéndose en el senador puertorriqueño más joven para ese período y uno de los más jóvenes en la historia del Senado de Puerto Rico. Como miembro de numerosos comités senatoriales y portavoz de su partido, sus esfuerzos se concentraron en aumentar las oportunidades de empleo y educación para la juventud puertorriqueña. También buscó el consenso, uniéndose a los senadores del PNP en el patrocinio de legislación. Un ejemplo de esto fue la presentación de un proyecto de ley con el senador Kenneth McClintock para mejorar la educación financiera en las escuelas públicas, que fue vetada por el gobernador Pedro Rosselló. Un analista político reconoció su arduo trabajo al llamar a Bhatia "el mejor senador de Puerto Rico".

### Campaña por la alcaldía de San Juan: 2000-2003
En las elecciones de 2000, se postuló para la alcaldía de San Juan contra el candidato del Partido Nuevo Progresista, Jorge Santini. Sin embargo, fue derrotado por menos de 4,000 votos. Posteriormente, Bhatia trabajó como abogado en la práctica privada y como profesor en la Facultad de Derecho de la Universidad de Puerto Rico en Rio Piedras. Durante este tiempo, Bhatia también participó en trabajo comunitario.

### Director Ejecutivo de la Administración de Asuntos Federales de Puerto Rico: 2005–2008
En enero de 2005, el gobernador Aníbal Acevedo Vilá nombró a Bhatia como Director Ejecutivo de la Administración de Asuntos Federales de Puerto Rico en Washington, D.C. Como tal, Bhatia representó al gobernador en asuntos ante agencias estatales y federales, así como ante el Congreso y el Poder Ejecutivo. Dirigió el personal de PRFAA en las áreas de Asuntos Gubernamentales, Subsidios Federales, Comunicaciones, Divulgación y Asuntos Públicos y Asuntos Comunitarios, para llevar a cabo la misión de la agencia de promover el bienestar del Estado Libre Asociado de Puerto Rico y de los puertorriqueños en los Estados Unidos. 
Como Representante Oficial del Gobernador en los Estados Unidos, trabajó en temas de educación, salud y medio ambiente. También trabajó en proyectos especiales que ayudaron a incrementar el crecimiento económico en las áreas rurales de Puerto Rico.
Bhatia renunció al cargo el 15 de febrero de 2008 para postularse nuevamente para senador. Le sucedió el abogado Flavio Cumpiano.

### Segundo mandato como senador: 2008-2021
Bhatia fue elegido candidato oficial al Senado en las primarias del PPD el 9 de marzo de 2008, convirtiéndose en el segundo candidato más votado de todos los precandidatos al Senado. En las elecciones generales de 2008, Bhatia ganó uno de los cinco escaños en el Senado obtenidos por su partido. Después de las elecciones, la bancada del Senado del PPD reeligió al senador José Luis Dalmau para un tercer mandato como portavoz del PPD y eligió a Bhatia como portavoz alterno de la minoría.
Bhatia presentó su candidatura a la reelección en 2012. En las primarias de ese año, fue el candidato con más votos, asegurando su candidatura para las elecciones generales. Durante las elecciones, Bhatia fue el candidato del PPD al Senado con más votos y el segundo general. Tras la victoria, Bhatia fue electo por los demás senadores como el 15° Presidente del Senado del Estado Libre Asociado de Puerto Rico.
Bhatia fue reelecto una vez más en las elecciones generales de 2016. Sin embargo, su partido perdió la mayoría en el Senado y fue sucedido por Thomas Rivera Schatz como Presidente del Senado.

### Mandato como Presidente del Senado
Durante su mandato como Presidente del Senado, Bhatia fue seleccionado como Presidente del Consejo de Gobiernos Estatales de la Conferencia Regional del Este (CSG-ERC) y luego elegido como Presidente del Caucus Nacional Hispano de Legisladores Estatales, por el 72% de los votos, convirtiéndose en el primer presidente del Senado y el primer puertorriqueño residente en la isla en presidir la organización. También es miembro de la junta del Consejo de Gobierno Estatal (CSG), la Asociación Nacional de Funcionarios Latinos Electos (NALEO) y la Agenda Nacional de Liderazgo Hispano (NHLA). Durante su mandato, ha escrito la ley de Reforma Energética de Puerto Rico y ha abordado la legislación de reforma educativa.

## Vida personal
Bhatia está casado con la abogada panameña Isabel Cristina Fernández. Su madre, Carmen, era puertorriqueña, mientras que su padre, Mohinder, era de ascendencia panyabí sij proveniente de Mirpur (en el actual Pakistán) que emigró a la India en 1947.

## Historial electoral
| Año  | Cargo                   | Tipo      | Partido | Partido | Votos   | %     | Posición | Resultado |
| ---- | ----------------------- | --------- | ------- | ------- | ------- | ----- | -------- | --------- |
| 1996 | Senador por acumulación | Generales |         | PPD     | 137,034 | 7.2   | 8.º      | Electo    |
| 2000 | Alcalde de San Juan     | Generales |         | PPD     | 97,383  | 46.3  | 2.º      | Derrotado |
| 2008 | Senador por acumulación | Generales |         | PPD     | 125,325 | 6.7   | 9.º      | Electo    |
| 2012 | Senador por acumulación | Generales |         | PPD     | 152,066 | 8.4   | 2.º      | Reelecto  |
| 2016 | Senador por acumulación | Generales |         | PPD     | 105,793 | 7.21  | 5.º      | Reelecto  |
| 2020 | Gobernador              | Primarias |         | PPD     | 51,509  | 23.73 | 2.º      | Derrotado |